# Erioptera diplacantha
Erioptera diplacantha là một loài ruồi trong họ Limoniidae. Chúng phân bố ở miền Australasia.